# Museo della Giordania
Il Museo della Giordania si trova nel distretto di Ras Al-Ein ad Amman, in Giordania. Costruito nel 2014, il museo è il più grande museo della Giordania e ospita i reperti archeologici più importanti del paese.
Il museo presenta reperti provenienti da vari siti archeologici preistorici della Giordania, tra cui le statue di Ain Ghazal del 7500 a.C. considerate una delle più antiche statue umane mai create dalla civiltà umana.
Le collezioni del museo sono disposte in ordine cronologico e comprendono anche aule, mostre all'aperto, una biblioteca, un centro di conservazione e un'area per attività per bambini. Il museo fu fondato da un comitato guidato dalla regina Rania, che divenne l'unico museo in Giordania ad attuare moderne tecnologie di conservazione degli artefatti.

## Storia
Il Museo Archeologico della Giordania è stato fondato nel 1951 e ospita i più importanti reperti archeologici della Giordania. Tuttavia, il vecchio sito è diventato troppo piccolo e l'idea di sviluppare un nuovo museo moderno è emersa nel 2005. Un comitato misto guidato dalla regina Rania divenne responsabile dello sviluppo dell'idea di un nuovo museo moderno secondo gli standard internazionali. La costruzione è iniziata nel 2009 e il museo è stato inaugurato ufficialmente nel 2014, coprendo oltre 10.000 metri quadrati.

## Luogo
Il museo si trova nella zona di Ras Al-Ein, vicino al centro di Amman, adiacente all'edificio del Comune di Amman. Il museo è solo una strada di distanza dai principali siti archeologici di Amman, come il teatro romano, il ninfeo, la cittadella di Amman e la piazza degli hashemiti.

## Maggiori manufatti

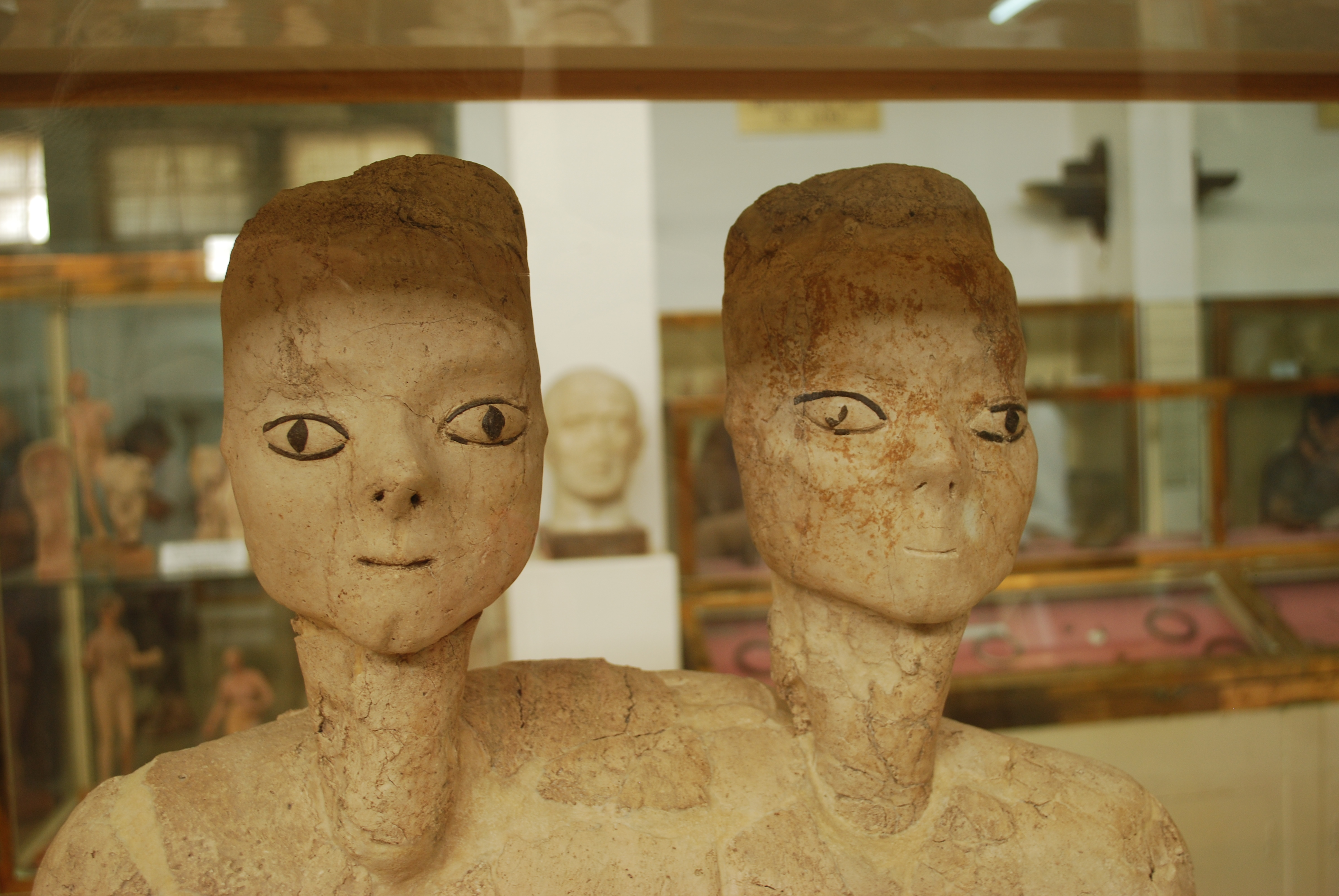
Una delle più antiche statue umane mai create dalla civiltà umana da 'Ain Ghazal in mostra al museo. Risalente al 7250 aC.

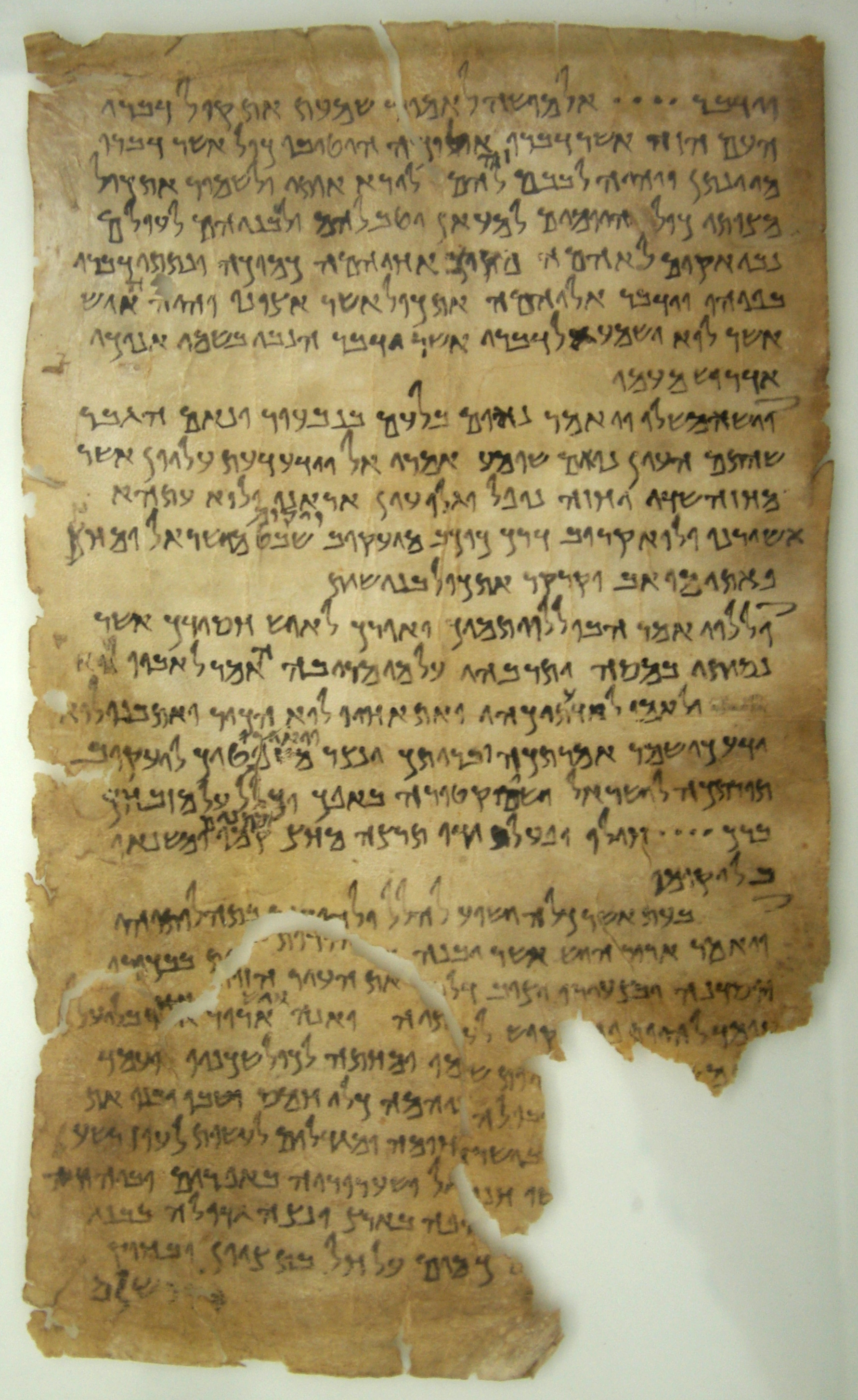
4Q175, uno dei rotoli del Mar Morto

Il museo ospita ossa di animali risalenti a 1,5 milioni di anni fa, statue di calce da 'Ain Ghazal, rotoli di rame dai Rotoli del Mar Morto, sculture nabateee e greco-romane, una copia della Stele di Mesha. 
La Stele di Mesha è una grande pietra di basalto nera eretta a Moab e fu inscritta dal re moabita Mesha, in cui si elogiano i progetti di costruzione che aveva avviato a Moab (l'odierna Al-Karak) e commemora la sua gloria e la sua vittoria contro gli israeliti. La stele costituisce uno dei più importanti racconti diretti della storia biblica. L'originale della Stele di Mesha è esposta al Museo del Louvre e la Giordania ne ha sempre chiesto il suo ritorno. Le statue umane rinvenute a 'Ain Ghazal costituiscono una delle statue umane più antiche del mondo mai create dalla civiltà umana risalenti al 7000 a.C. 'Ain Ghazal è un importante villaggio neolitico di Amman scoperto nel 1981. Il rotolo di rame del Mar Morto è stato rinvenuto vicino a Khirbet Qumran, che è un inventario di oro e argento presumibilmente presi dal Tempio di Gerusalemme nel 68 d.C. circa. È scritto in uno stile mishnaico di ebraico.